# Vazebná energie
Vazebná energie, též střední entalpie vazby nebo průměrná entalpie vazby je veličina udávající sílu chemické vazby. Definována je jako střední disociační energie v plynné fázi (obvykle za teploty 298,15 K neboli 25 °C) pro všechny vazby stejného druhu v dané molekule nebo iontu.
Disociační energie/entalpie vazby se definuje jako standardní změna entalpie při štěpení typu R - X → R + X.
Disociační entalpie, značená Dº(R - X), se obvykle odvozuje z termochemické rovnice:
{\displaystyle {\begin{array}{lcl}\mathrm {D^{\circ }(R-} X)\ =\Delta H_{f}^{\circ }\mathrm {(R)} +\Delta H_{f}^{\circ }(X)-\Delta H_{f}^{\circ }(\mathrm {R} X)\end{array}}}
Energie vazby uhlík–vodík v molekule methanu je definována jako změna entalpie (∆H) při rozštěpení jedné molekuly methanu na atom uhlíku a čtyři vodíkové radikály, vydělená čtyřmi. Přesné hodnoty pro každou jednotlivou vazbu v dané molekule se mohou mírně lišit.
Vazebná energie je průměrem disociačních energií všech vazeb jednoho druhu v dané molekule. Disociační energie vazeb stejného druhu se mohou v rámci stejné molekuly lišit. U molekuly vody, která obsahuje dvě vazby O–H uspořádané jako H–O–H, jde o průměr energií potřebných k rozštěpení každé ze dvou vazeb O–H v tomto pořadí:
{\displaystyle {\begin{array}{lcl}\mathrm {H-O-H} &\rightarrow &\mathrm {H\cdot +\cdot O-H} &,D_{1}\\\mathrm {\cdot O-H} &\rightarrow &\mathrm {\cdot O\cdot +\cdot H} &,D_{2}\\\mathrm {H-O-H} &\rightarrow &\mathrm {H\cdot +\cdot O\cdot +\cdot H} &,D=(D_{1}+D_{2})/2\\\end{array}}}
Přestože jsou v původní molekule obě vazby ekvivalentní, tak se jejich energie mírně liší podle toho, jestli je na atom kyslíku vázán další vodík.
Při rozštěpení vazby se vazebné elektrony mezi produkty rozdělí rovnoměrně, což se nazývá homolýza. Tímto způsobem se tvoří radikály.

## Předpovídání podle poloměrů
K odhadům vazebných energií lze použít kovové, iontové a kovalentní poloměry jednotlivých atomů; například kovalentní poloměr atomu boru je 83,0 pm, ale délky vazeb B–B v molekule B2Cl4 činí 175 pm, tento velký rozdíl lze vysvětlit tím, že příslušné jednoduché vazby jsou slabé. Dalším příkladem může být kovový poloměr rhenia, který má hodnotu 137,5 pm, zatímco délka vazby Re–Re v molekule Re2Cl8 je 224 pm, z čehož je možné vyvodit, že jde o velmi silnou, pravděpodobně čtvernou vazbu. Uvedený postup je vhodný pro kovalentní vazby.

## Vliv různých faktorů
Energie vazeb, obzvláště iontových, ovlivňují elektronegativity vázaných atomů, přičemž větší rozdíly elektronegativit odpovídají silnějším vazbám.